# روبرت ويلهلم
روبرت ويلهلم (بالإنجليزية: Robert Wilhelm)‏ هو سياسي أمريكي، ولد في 5 نوفمبر 1925 بواباش في الولايات المتحدة، وتوفي في 19 أبريل 1991 بكولومبوس في الولايات المتحدة. حزبياً، نشط في الحزب الجمهوري. وقد انتخب عضو مجلس نواب أوهايو.